# Daisōgen no Chiisana Tenshi Bush Baby
Daisōgen no Chiisana Tenshi Bush Baby (яп. 大草原の小さな天使 ブッシュベイビー, Дайсо:ґен но Ті:сана Тенсі Буссю Бейбі, укр. Буш-бейбі, маленький янгол Великих Рівнин) — аніме-серіал 1992 року, створений студією Nippon Animation. Є частиною серії «Кінотеатр світових шедеврів». Історія заснована на романі «Буш-бейбі» канадського письменника Вільяма Стівенсона.

## Сюжет
Події відбуваються в 1964 році. Тринадцятирічна дівчинка на ім'я Жаклін «Джекі» Родз живе в Кенії і подорожує саваною в районі гори Кіліманджаро, де її батько працює фахівцем з охорони дикої природи. Одного разу старший брат Джекі знаходить у савані дитинча галаго, мати якого загинула. Джекі забирає дитинча собі, називає його Мерфі і виходжує. Коли батько Джекі втрачає роботу, сім'я вирішує повернутися в Англію, але прямо перед відправленням Джекі розуміє, що втратила документи на свого улюбленого Мерфі. Вона полишає корабель, що прямує до Англії, і той відпливає без неї. На щастя, вона зустрічає Тембо — вірного африканського помічника свого батька. Тембо стежив за браконьєрами і тепер вони переслідують його, проте поліція також починає полювання на Тембо, оскільки вважає, що він викрав Джекі. Вони повинні перетнути савану, щоб втекти від переслідуючих їх браконьєрів і поліції. Дорогою Джекі вчить Мерфі виживати в дикій природі, щоб випустити його на природу перш, ніж вона поїде.